# Sammetsiris
Sammetsiris (Iris chrysographes) är en irisväxtart som beskrevs av William Rickatson Dykes. Enligt Catalogue of Life ingår Sammetsiris i släktet irisar och familjen irisväxter, men enligt Dyntaxa är tillhörigheten istället släktet irisar och familjen irisväxter. Arten har ej påträffats i Sverige. Inga underarter finns listade i Catalogue of Life.